# Bukit Sungai Sikajang
Bukit Sungai Sikajang är en kulle i Indonesien.   Den ligger i provinsen Aceh, i den västra delen av landet, 1 500 km nordväst om huvudstaden Jakarta. Toppen på Bukit Sungai Sikajang är 43 meter över havet.
Terrängen runt Bukit Sungai Sikajang är huvudsakligen platt.Runt Bukit Sungai Sikajang är det tätbefolkat, med 257 invånare per kvadratkilometer. Närmaste större samhälle är Langsa, 10,6 km nordväst om Bukit Sungai Sikajang. I omgivningarna runt Bukit Sungai Sikajang växer i huvudsak städsegrön lövskog.